# Коссофф, Пол Фрэнсис
Пол Фрэнсис Коссофф (Коссоф, Коссов; англ. Paul Francis Kossoff; 14 сентября 1950, Хэмпстед, Лондон — 19 марта 1976, США) — британский гитарист, автор песен, наиболее известный как участник группы Free.
Коссофф занимает 51-е место в списке «100 величайших гитаристов всех времён по версии журнала Rolling Stone».

## Биография
Родился в семье актёра Дэвида Коссоффа (который был сыном лондонского кожевника русско-еврейского происхождения). В середине 1960-х уже играл в любительских группах. Первой его профессиональной группой стала Black Cat Bones, где также играл барабанщик Саймон Кирк. Группа играла на разогреве у Fleetwood Mac, а Пол Коссофф подружился с гитаристом этой группы Питером Грином. Коссофф и Грин нередко устраивали джемы, много беседовали о блюзе.
В апреле 1968 года Коссофф и Кирк объединились с вокалистом Полом Роджерсом и бас-гитаристом Энди Фрэйзером и создали группу Free.
Проблемы с наркотиками ускорили распад Free и подкосили здоровье гитариста. После ухода из Free Пол Коссофф выпустил свой первый сольный альбом Back Street Crawler и выпал из музыкального бизнеса почти на два года. Оставался в тени до весны 1975 года, когда вместе с Джоном Мартином совершил турне по Англии, сопровождаемый вокалистом Терри Уилсон-Слессером, нью-йоркским клавишником Майком Монтгомери, техасским ударником Тони Браунагелем и басистом Терри Уилсоном. Позже группа стала постоянной и получила название Back Street Crawler по дебютному сольнику Коссоффа.
Во время перелёта из Лос-Анджелеса в Нью-Йорк 19 марта 1976 Пол Коссофф умер от сердечного приступа. Ему было всего 25 лет. Его тело было кремировано.
В 1977 году был выпущен ретроспективный альбом Koss из 16 треков, записанных Полом в разное время. В конце 1990-х в связи с новой волной интереса к Кософфу был выпущен ещё один подобный альбом Blue Soul, в который были включены 14 песен.

## Дискография
Free
- Tons of Sobs (1969)
- Free (1969)
- Fire and Water (1970)
- Highway (1970)
- Free Live! (1971) (live)
- Free At Last (1972)
- Heartbreaker (1973)

Следующие альбомы были выпущены уже после того, как группа прекратила записываться:
- The Free Story (1974)
- The Best of Free (1975)
- Free and Easy, Rough and Ready (1976)
- Completely Free (1982)
- All Right Now: The Best of Free (1991)
- Molten Gold: The Anthology (1994) (2 disc set)
- Free: All Right Now (1999)
- Songs of Yesterday (2000) (5 disc box set)
- Chronicles (2005) (2 disc set)

Kossoff, Kirke, Tetsu and Rabbit
- Kossoff, Kirke, Tetsu and Rabbit (1971)

сольные альбомы
- Back Street Crawler (1973)
- Koss (1977)

в составе Back Street Crawler
- The Band Plays On (1975)
- Second Street (1976)
- Live at Croydon Fairfield Halls 15/6/75